# Division 1 (Bélgica) 1982-83
La Primera División de Bélgica 1982/83 fue la 80.ª temporada de la máxima competición futbolística en Bélgica.

## Tabla de posiciones
| Pos | Equipo                    | PJ | PG | PE | PP | GF | GC | Pts | DG  | Notas                                                |
| --- | ------------------------- | -- | -- | -- | -- | -- | -- | --- | --- | ---------------------------------------------------- |
| 1   | Standard Liège            | 34 | 22 | 6  | 6  | 78 | 34 | 50  | +44 | Clasificado a la Copa de Campeones de Europa 1983-84 |
| 2   | RSC Anderlechtois         | 34 | 20 | 9  | 5  | 74 | 33 | 49  | +41 | Clasificado a la Copa de la UEFA 1983-84             |
| 3   | Royal Antwerp FC          | 34 | 20 | 6  | 8  | 56 | 30 | 46  | +26 | Clasificado a la Copa de la UEFA 1983-84             |
| 4   | K.A.A. Gent               | 34 | 18 | 10 | 6  | 60 | 42 | 46  | +18 | Clasificado a la Copa de la UEFA 1983-84             |
| 5   | Club Brugge K.V.          | 34 | 17 | 9  | 8  | 58 | 49 | 43  | +9  |                                                      |
| 6   | K.S.K. Beveren            | 34 | 15 | 10 | 9  | 68 | 38 | 40  | +30 | Clasificado a la Recopa de Europa 1983-84            |
| 7   | K Waterschei SV Thor Genk | 34 | 14 | 9  | 11 | 48 | 49 | 37  | -1  |                                                      |
| 8   | Lokeren                   | 34 | 13 | 9  | 12 | 42 | 38 | 35  | +4  |                                                      |
| 9   | RFC Liégeois              | 34 | 11 | 10 | 13 | 37 | 54 | 32  | -17 |                                                      |
| 10  | R.W.D. Molenbeek          | 34 | 9  | 13 | 12 | 32 | 38 | 31  | -6  |                                                      |
| 11  | K.V. Kortrijk             | 34 | 10 | 9  | 15 | 41 | 55 | 29  | -14 |                                                      |
| 12  | Cercle Brugge K.S.V.      | 34 | 7  | 15 | 12 | 38 | 49 | 29  | -11 |                                                      |
| 13  | RFC Sérésien              | 34 | 8  | 12 | 14 | 41 | 62 | 28  | -21 |                                                      |
| 14  | Lierse S.K.               | 34 | 10 | 7  | 17 | 34 | 52 | 27  | -17 |                                                      |
| 15  | K Beerschot VAV           | 34 | 8  | 9  | 17 | 43 | 61 | 25  | -18 |                                                      |
| 16  | K.S.V. Waregem            | 34 | 7  | 10 | 17 | 36 | 51 | 24  | -15 |                                                      |
| 17  | K.S.K. Tongeren           | 34 | 7  | 7  | 20 | 39 | 64 | 21  | -25 | Descenso a la Division II                            |
| 18  | FC Winterslag             | 34 | 5  | 10 | 19 | 36 | 62 | 20  | -26 | Descenso a la Division II                            |

PJ = Partidos jugados; PG = Partidos ganados; PE = Partidos empatados; PP = Partidos perdidos; GF = Goles a favor; GC = Goles en contra; Pts = Puntos; DG = Diferencia de goles